# Provincia de Lampa

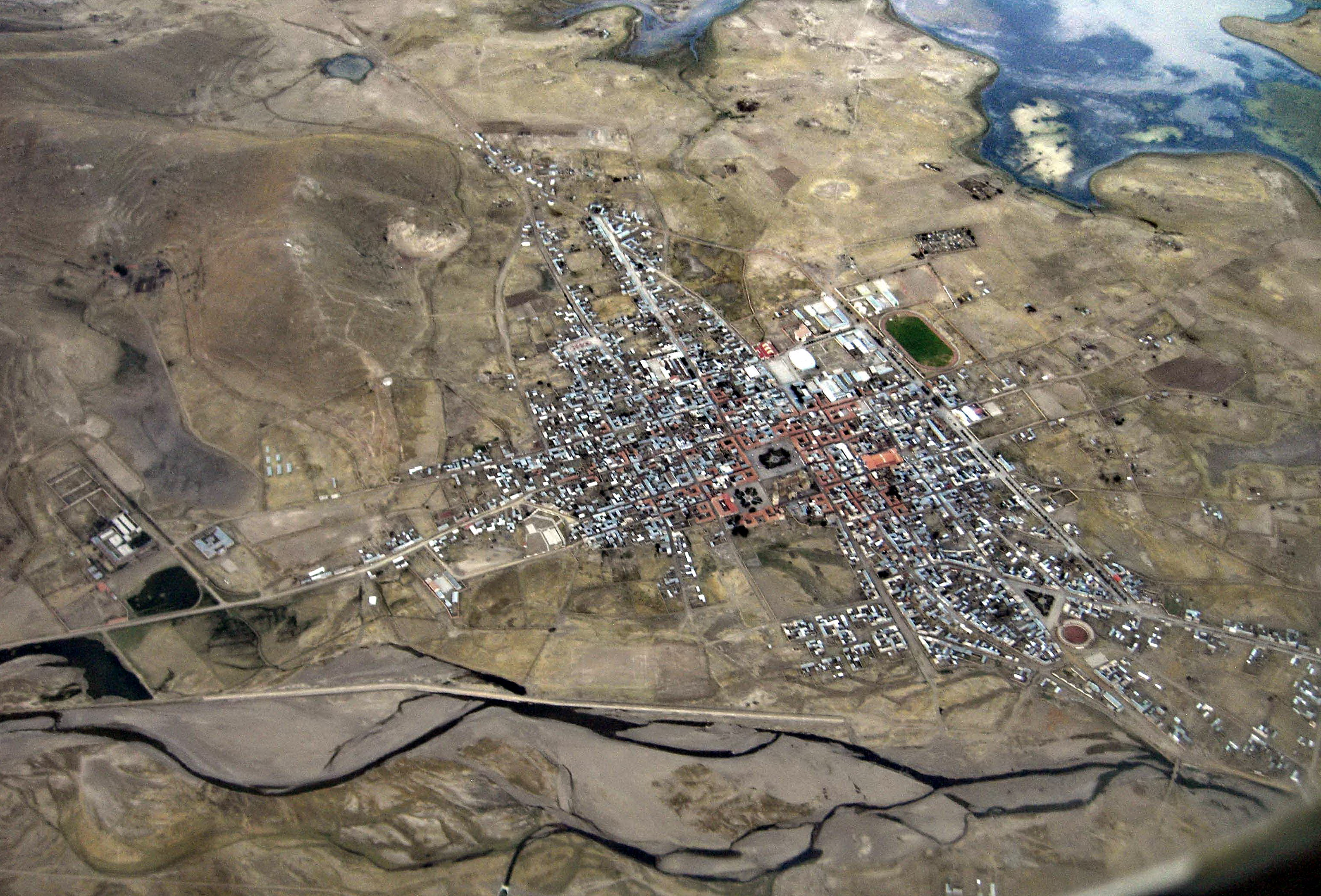
Ciudad de Lampa

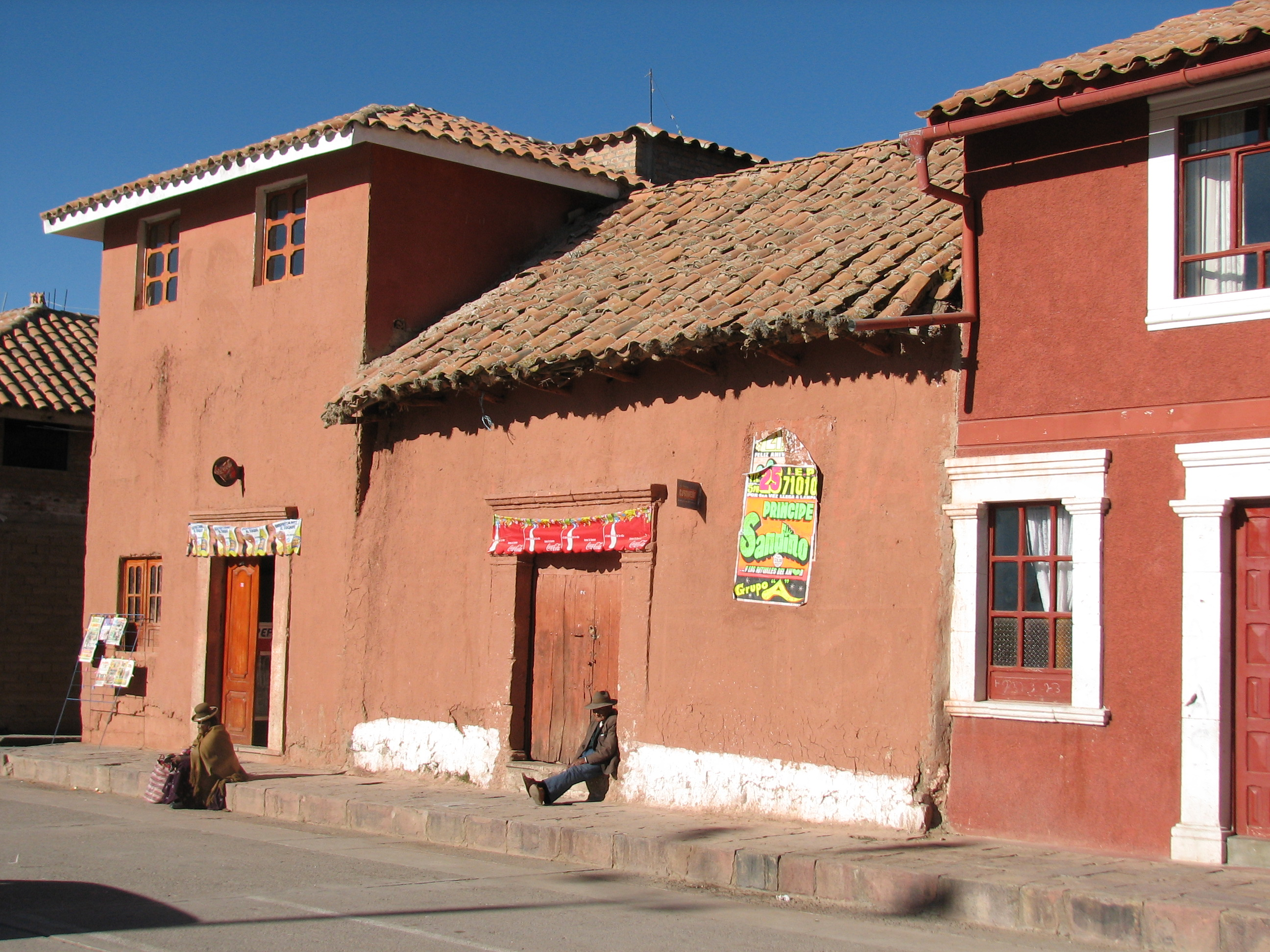
Calle de Lampa

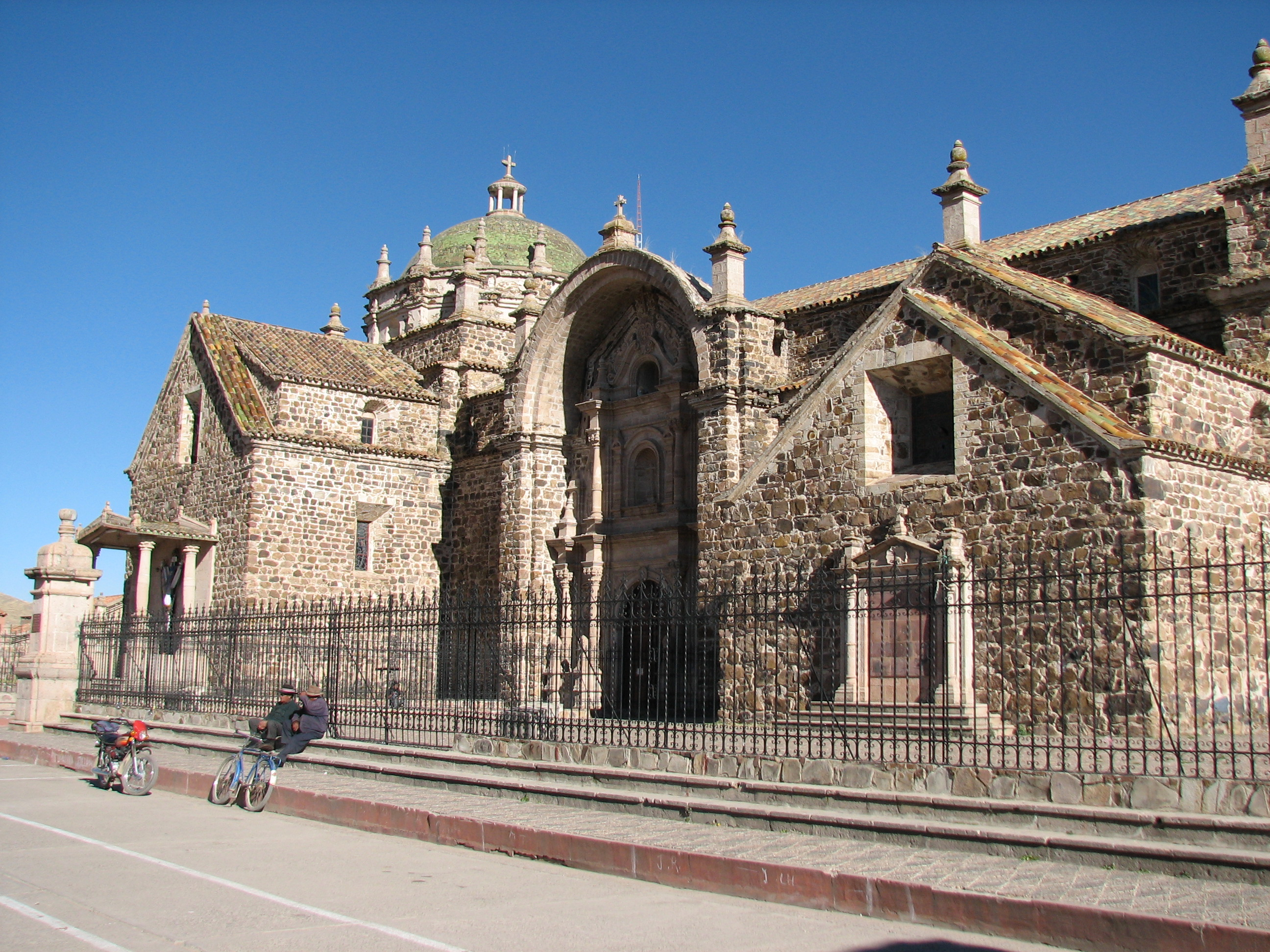
Iglesia Inmaculada Concepción de Lampa

Lampa es una provincia del departamento de Puno, en el sur del Perú. Según el censo de 2017, tiene una población de 40 856 habitantes.
Limita por el norte con la provincia de Melgar, por el este con la provincia de Azángaro, por el sur con la provincia de San Román y por el oeste con los departamentos de Arequipa y Cusco.
Desde el punto de vista jerárquico de la Iglesia católica, forma parte de la diócesis de Puno, en la arquidiócesis de Arequipa.

## Historia
En 1825 Lampa oficialmente se convierte en una de las cinco provincias que compondrían el departamento de Puno en sus inicios republicanos: Azángaro, Carabaya, Chucuito, Lampa y Paucarcolla. 

## Geografía
Abarca una extensión de 5791,73 km².

## Demografía
Según el censo de población de 2005, la provincia tenía 48 239 habitantes, el 35.92 % en centros urbanos y el 64.08 % predominantemente rural. Del total, el 50.05 % es población masculina, y el 49.95 %, población femenina. El 85 % de la población manifestó saber leer y escribir, según el censo del 2005.

## División administrativa
La provincia se divide en diez distritos (con su población, según el censo de 2005):
1. Cabanilla (6683 habs.)
2. Calapuja (2175 habs.)
3. Lampa (11 202 habs.)
4. Nicasio (2864 habs.)
5. Ocuviri (2244 habs.)
6. Palca (2105 habs.)
7. Paratía (4960 habs.)
8. Pucará (6830 habs.)
9. Santa Lucía (8130 habs.)
10. Vilavila (1046 habs.)

## Capital
La capital es el distrito de Lampa.

## Otros nombres
— Santiago de Lampa (1616)
— Ciudad Rosada del Ande
— Ciudad de las 7 Maravillas
— Lampa Llaqta
— Puka Llaqta
— Lampa, Capital del Folclore Puneño

## Autoridades

### Regionales
- Consejero regional
  - 2019-2022:[3] Lizbeth Marisol Cutipa Apaza (Movimiento de Integración por el Desarrollo Regional, Mi Casita)

### Municipales
- 2019-2022
  - Alcalde: Ciriaco Isidro Díaz Arestegui

- 2015-2018[4]
  - Alcalde: Clever Huaynacho Hañari, Movimiento Moral y Desarrollo (MyD).
  - Regidores: Julián Leonidas Quispe Tito (MyD), Ysaac Ochoa Cutipa (MyD), Serapio Filomeno Paye Ticona (MyD), Américo Ytalo Quispe Vilca (MyD), Yasmina Quispe Quispe (MyD), Octavio Cayllahua Cabana (MyD), Waldo Sebastián Torres Camacho (Poder Democrático Regional), Facundo Primitivo Flores Añazco (Movimiento Agrario Puneño), Julio César Añazco Yana (Alianza para el Progreso).

### Policiales
- Comisaría Sectorial Policial de Lampa
  - Comisario: Comandante PNP

### Religiosas
- Diócesis de Puno[5]
  - Obispo: Mons. Jorge Pedro Carrión Pavlich[6]
- Parroquia Santiago Apóstol
  - Párroco: Pbro. Víctor Domínguez Honorato

## Festividades
- Julio: Santiago Apóstol
- Diciembre: Festividad de la Virgen Inmaculada Concepción de María